# Associação Académica da Praia
O Académica (crioulo cabo-verdiano, ALUPEC: Akadémika) é um clube poliesportivo na cidade de Praia na ilha de Santiago no Cabo Verde. Há no clube departamentos que incluem futebol, voleibol, basquete e tênis. 

## História
A Associação Académica da Praia foi fundada em 15 de dezembro de 1962, mais tarde, o clube venceu o seu primeiro e único campeonato de Cabo Verde em 1965. No jogo da final, o clube derrotou o FC Derby (Mindelo) por 3-2, após prolongamento (2-2 no tempo regulamentar). A equipe era dirigida por Toka e alinhou com a seguinte formação: Tinta, Petchas, Caló Pires, Miloy e Pompeu; Nery e Duia; Kiki, Luís Bastos, Nhartanga e Orlando. Os gols da equipe praiense foram marcados por Nhartanga e Luís Bastos (2). O segundo gol do Académica que deu origem ao prolongamento foi de Luís Bastos faltando dois minutos para o fim da partida. No prolongamento, o mesmo jogador assinou o tento do título.
Do grupo faziam ainda parte Mário Rui Pais, Zé Rui Antunes, Magno, Tcheka, Caré, Vatche, Pedro, Gordon entre outros. Nessa mesma época (1964-65) a equipe venceu o Torneio de Preparação da Associação de Futebol de Santiago e a Taça Mundinho (homenagem a um dos melhores avançados caboverdianos de sempre, vítima de um acidente de avião ocorrido na França).
Na época de 1967-68, a equipe venceu o seu segundo campeonato de Santiago. Na final disputada no Mindelo, foi derrotada pela diferença miníma (0-1) pelo CS Mindelense. A equipe-base era formada por: Farinho, Jorge, Zézé, Miranda e Óscar; Miloy e Duia; Mulatinho, Luís Bastos, Maitá e Orlando. Também fizeram parte do plantel, Mário Rui Pais, João Pinto, Djidjé, Tozé Bastos, Djudja, António Bibinha, Pedro, Pompeu, Arlindinho. Nessa época, a equipe venceu o campeonato de Santiago contra o Garridos (Santiago) por 21-0 (9 gols de Luís Bastos). A equipe técnica era ainda dirigida por Toka.
Desde a fundação até finais dos anos 1960 passaram pelo clube, jogadores como Nenéni Pires, Raulinho (Rafan), Caco, Tchota, Pedras, Jorge Delgado, Babucha Bastos, Victor Pires, António Alberto (Batata), Armandinho, Maiúca Marta (internacional pelas seleções da Guiné e de Angola), Ruas e Pereira (militares portugueses), Mazola, Tótó, Carlinhos "Nha Bododja", Diminguinho, Humberto, Djudju, Manel di Beba, Zé Mário Duarte, Zé Rui Pais, Féfé Veiga, Chiquinho Bangu, Zé Calaca, etc.
O clube fez o seu 25º aniversário em 1987.  Em 1989, a equipe venceu o terceiro campeonato regional.

### História moderna
- Em 2004, Académica venceu o seu quarto título regional, foi a primeira vez desde o campeonato dividido em duas zonas e definido com 45 pontos, um recorde do clube.
- Académica venceu o único título de copa em 2007.[2]
- Dois anos mais tarde, Académica venceu o último título regional em 2009 e jogou pela taça nacional.
- Académica celebrou 50 anos em 2012.
- Académica Praia acabou em sexto lugar em 2014 e 2015, o primeiro com 18 pontos e segundo com 27 pontos. Em 2016 e 2017, a equipe ficou em quarto com 43 pontos e 2016 e 45 em 2017.
- Académica Praia foi o campeão regional em 31 de março de 2018 e possuido 54 pontos, venceu 18 jogos, o recorde jogado ao nível nacional.  Académica venceu o título de taça em abril de 2018 e o título nacional em junho, mas não garantiu uma apresentação na Copa de Confederação de África de 2018-19.  Académica venceu o único título de super-taça cabo-verdiano em dezembro de 2018.
- Em 2019, o clube perdeu o título de divisão ver Celtic. Em campeonato nacional, Académica Praia retornado e qualfiicado á campeão nacional de temporada anterior e jogarado no mesmo grupo de temporada anterior e finido segundo na Grupo A com 8 pontos e perdeu e qualificação ver meias-finais. Em jogos de taças, Académica venceu o título regional e avançado no taça nacional e perdeu o competição.
- Um oportunidade de chance por título regional de Académica com 13 vences consecutivas em 8 de março e 50 pontos em 18a rodada. O torneio de 19a rodada, disputado originalmente por 22 de março com Boavista interrompou de COVID-19, e pareado de chance por título de clube.
- Em outros competições, Académica apresentado na taça GAFT (Grupo Amantes de Futebol de Tarrafal) em norte da ilha em 2018 e 2019.

## Estádio

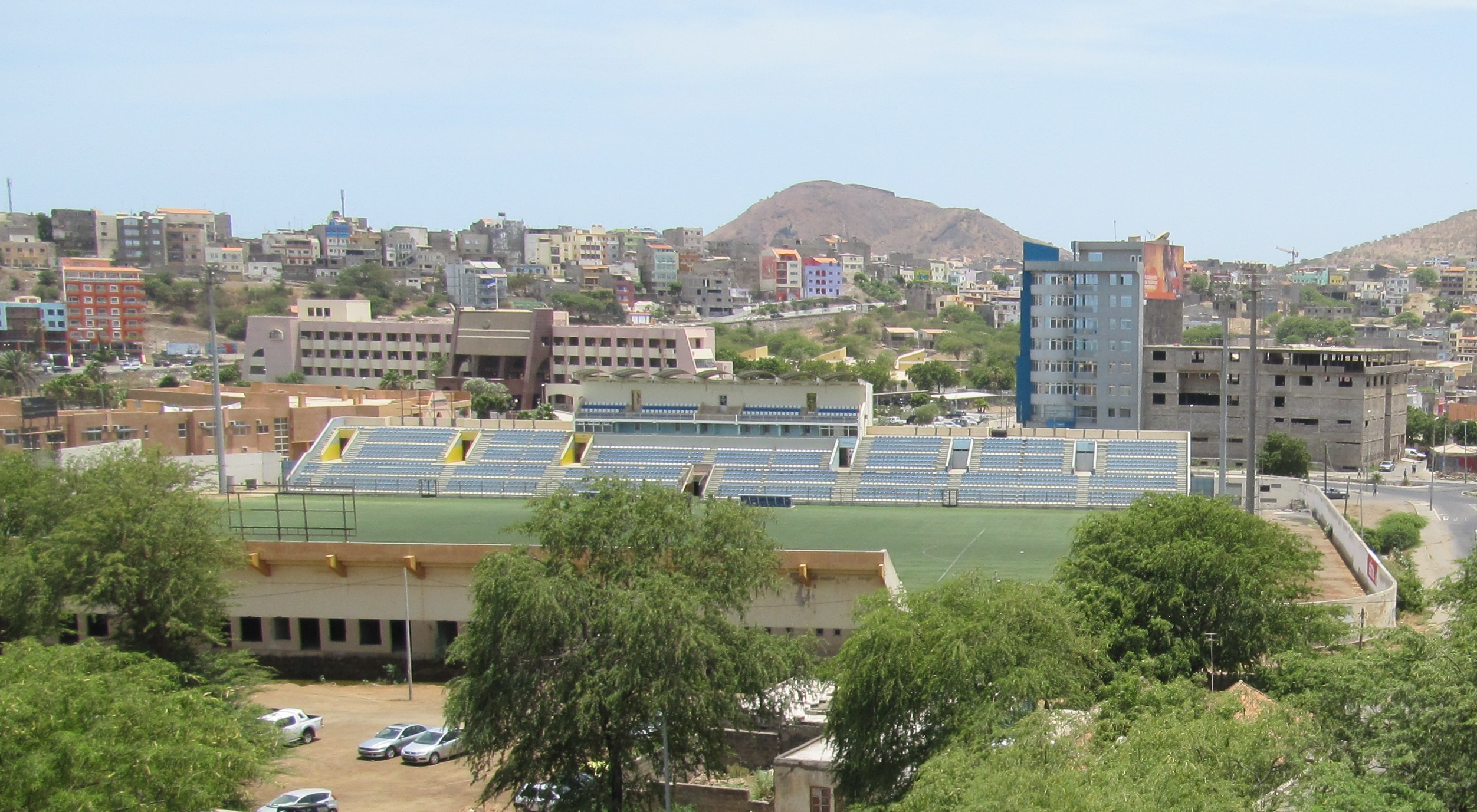
Estádio da Várzea

O jogos do Académica são realizados no Estádio da Várzea. Outros clubes também jogam no estádio, incluindo Sporting Clube da Praia, Boavista FC, CD Travadores, Celtic da Praia e Desportivo.

## Rivalidades
O Académica tem como principais rivais o Sporting Praia no nível regional.

## Títulos
- Campeonato Cabo-verdiano de Futebol: 1965
- Taça Nacional de Cabo Verde: 2007, 2017/18
- Super Taça de Cabo Verde: 2018/19
- Liga Insular do Santiago (Zona Sul): 
  - Campeonato Regional do Santiago: 1964/65, 1967/68
  - Campetonato Insular do Santiago: 1988/89
  - Liga Insular de/Primeira Divisão de Santiago Sul: 2003/04, 2008/09, 2017-18
- Taças Regionais:
  - Taça Insular de Santiago: 1985, 1994
  - Taça Regional de Santiago Sul: 2006/07
  - Taça Regional de Santiago Sul: 2017/18
  - Taça da Praia: 2018/19
- Outro: Taça de GAFT: 2019

## Histórias da liga e copas

### Palmarés
| Escalão | Nº Presenças | Títulos | Melhor Classificação |
| I       | 9            | 4       | Campeão              |
| II      | 50           | 5       | 1a                   |

### Classificações

#### Era colonial (ou provincial)
| Ano  | Finais | Clube         | Resultado |
| ---- | ------ | ------------- | --------- |
| 1965 | 3–2    | FC Derby      | Campeão   |
| 1968 | Perdeu | CS Mindelense | Finalista |
| 2018 | 1-0    | CS Mindelense | Campeão   |

#### Nacionais (fase grupo)
| Temporada | Div | Pos | Pts    | J | V | E | D | G.M. | G.S. | Diff. | Fase Final                           |
| 2004      | 1B  | 2   | 7 pts  | 4 | 2 | 1 | 1 | 7    | 3    | +4    |                                      |
| 2007      | 1B  | 2   | 10 pts | 5 | 3 | 1 | 1 | 6    | 3    | +3    |                                      |
| 2009      | 1A  | 1   | 13 pts | 5 | 4 | 1 | 1 | 10   | 5    | +5    |                                      |
| 2018      | 1A  | 1   | 13 pts | 5 | 4 | 1 | 0 | 10   | 5    | +5    | Campeão                              |
| 2019      | 1A  | 1   | 13 pts | 5 | 4 | 1 | 0 | 10   | 5    | +5    | 2a em Grupo A, 3a em segundo posição |

#### Regionais
| Temporada |  | Div  | Pos | Pts    | J  | V  | E | D | G.M. | G.S. | Diff. |
| 2000      |  | 2F1B | 2   | 8 pts  | 4  | 2  | 2 | 0 | -    | -    | -     |
| 2000      |  | 2F2B | 2   | -      | 3  | -  | - | - | -    | -    | -     |
| 2002      |  | 2    | 7   | 19 pts | 18 | 5  | 4 | 9 | 16   | 25   | -9    |
| 2002-03   |  | 2    | 8   | 14 pts | 18 | 3  | 6 | 9 | 12   | 21   | -9    |
| 2003-04   |  | 2    | 1   | 45 pts | 18 | 14 | 3 | 1 | 38   | 18   | +30   |
| 2005      |  | 2    | 2   | 29 pts | 17 | 8  | 5 | 4 | 26   | 19   | +7    |
| 2005-06   |  | 2    | 2   | 43 pts | 18 | 14 | 1 | 3 | 33   | 13   | +20   |
| 2007      |  | 2    | 2   | 30 pts | 18 | 11 | 6 | 1 | 25   | 8    | +17   |
| 2007-08   |  | 2    | 3   | 30 pts | 18 | 9  | 3 | 6 | 40   | 26   | +14   |
| 2008-09   |  | 2    | 1   | 40 pts | 18 | 12 | 4 | 2 | 40   | 17   | +23   |
| 2009-10   |  | 2    | 3/4 | -      | 18 | -  | - | - | -    | -    | -     |
| 2010-11   |  | 2    | 3   | 30 pts | 18 | 8  | 6 | 4 | 24   | 11   | +13   |
| 2011-12   |  | 2    | 4   | 27 pts | 18 | 8  | 3 | 7 | 26   | 24   | +2    |
| 2012-13   |  | 2    | 4   | 28 pts | 18 | 4  | 6 | 8 | 21   | 26   | -5    |
| 2013-14   |  | 2    | 6   | 18 pts | 18 | 4  | 6 | 8 | 21   | 26   | -5    |
| 2014-15   |  | 2    | 6   | 27 pts | 18 | 8  | 3 | 7 | 16   | 18   | -2    |
| 2015-16   |  | 2    | 4   | 43 pts | 22 | 13 | 4 | 5 | 32   | 18   | +14   |
| 2016-17   |  | 2    | 4   | 45 pts | 22 | 13 | 6 | 3 | 33   | 19   | +14   |
| 2017-18   |  | 2    | 1   | 54 pts | 22 | 18 | 2 | 2 | 36   | 15   | +19   |
| 2018-19   |  | 2    | 2   | 54 pts | 22 | 17 | 3 | 2 | 44   | 8    | +36   |

## Estatísticas
- Melhor posição: Semi-finalista (nacional)
- Melhor posição nas competições das taças/copas: 1a (nacional)
- Pontos totais: 30 (nacional)
- Melhor gols totais na temporada, nacional: 15 (nacional), 21 (regional)
- Melhor pontos totais na temporada:
  - Nacional: 13
  - 'egionais: 45, em 2004 e 2017
  - Melhor gols na temporada regional: 44, em 2019
- Melhor jogo artilheirado: Académica Praia 21-0 Garridos, em 1968

Outros
- Apresentatas na Taça de GAFT: 2

## Presidentes
| Nome                             | Nationalidade | Anos        |
| -------------------------------- | ------------- | ----------- |
| Renato Figueiredo                | Cabo Verde    | 1962        |
| Gabriel Mariano                  | Cabo Verde    | 1964        |
| Vargas Barbosa Mendes            | Cabo Verde    |             |
| Arlindo Vicente Silva            | Cabo Verde    |             |
| Joao St'Aubyn de Melo DJONI TUTA | Cabo Verde    |             |
| Sergio Centeio                   | Cabo Verde    |             |
| Cristiano Valcorba               | Portugal      | 1976-1977   |
| Francisco Frangoso               | Cabo Verde    |             |
| Luis Almeida                     | Cabo Verde    |             |
| João Ramos (Djonsa)              | Cabo Verde    |             |
| Alfredo Fernandes (Fefé)         | Cabo Verde    |             |
| Fernando Almeida (Funa Médico)   | Cabo Verde    |             |
| Aquilino Camacho                 | Cabo Verde    |             |
| Júlio Fortes                     | Cabo Verde    | 2004 -2008  |
| Paulo Figueiredo                 | Cabo Verde    | 2008-       |
| Jorge Benchimol                  | Cabo Verde    |             |
| César Tomar                      | Cabo Verde    | até 2016    |
| Alcides Tavares (Kiki)           | Cabo Verde    | 2016- atual |

## Treinadores
| Nome                   | Nationalidade | Anos        |
| ---------------------- | ------------- | ----------- |
| Toka                   | Cabo Verde    | 1964-1968   |
| Djidje                 | Cabo Verde    | 1979-1988   |
| Maita                  | Cabo Verde    | 1989-1990   |
| Óscar Duarte           | Cabo Verde    | 1990        |
| Kiki                   | Cabo Verde    | 2000        |
| Celestino Mascarenhas  | Cabo Verde    | 2011-2012   |
| José Barros Zé Piguita | Cabo Verde    | 2014-2015   |
| Humberto Bettecourt    | Cabo Verde    | 2015-2016   |
| Janito Carvalho        | Cabo Verde    | 2016-2016   |
| Djimmy Barros          | Cabo Verde    | 2016-2017   |
| Lito Aguiar            | Cabo Verde    | 2017-2018   |
| Nelito Antunes         | Cabo Verde    | 2018- atual |

## Ligação externo
- Site oficial